# 936 Kunigunde
A 936 Kunigunde (ideiglenes jelöléssel 1920 HN) a Naprendszer kisbolygóövében található aszteroida. Karl Wilhelm Reinmuth fedezte fel 1920. szeptember 8-án, Heidelbergben.